# Folytassa tekintet nélkül!
Folytassa tekintet nélkül! vagy Folytassa, nem számít!, eredeti címe Carry On Regardless, 1961-ben bemutatott brit (angol) fekete-fehér filmvígjáték, a munkaközvetítő irodák és a munkaerő-kölcsönző vállalkozások világának paródiája, a Gerald Thomas által rendezett Folytassa… filmsorozat ötödik darabja. Főszereplői a sorozat rendszeres sztárjai, Sidney James, Kenneth Williams, Kenneth Connor, Charles Hawtrey, Joan Sims és Hattie Jacques (utóbbi csak rövid kámeaszerepben). Ez Liz Fraser első, Terence Longdon utolsó megjelenése a sorozatban. Megjelenik Joan Hickson, a későbbi Miss Marple. Vendégszereplőként feltűnik Stanley Unwin „professzor”, az alig érthető halandzsa és bikkfanyelv (angolul: „gobbledegook”) specialistája. A többi Folytassa-filmtől eltérően itt nincs egybefüggő cselekmény, a film egymástól független apró jelenetek (skeccsek) sorozata, amelyeket csak a keretjáték fűz össze.

## Cselekmény
„Agyas” Bert Handy (Sidney James) a titkárnőjével, Miss Coolinggal (Esma Cannon) új vállalkozást nyit „Segítő Kezek” néven, az emberek mindennapi ügyes-bajos dolgának elvégzésére, de álláshirdetésére sokáig senki sem jelentkezik. Közben az állami munkaközvetítő irodában összegyűlt álláskeresők panaszkodnak, hogy nincs semmi érdekes állásajánlat. A hirdetést meglátva valamennyien átrohannak Bert irodájába, aki mind a hét jelentkezőt felveszi: a tizenhat nyelven beszélő fennkölt szinkrontolmácsot, Francis Courtenay-t (Kenneth Williams); a kényeskedő Gabriel Dimple-t (Charles Hawtrey); Montgomery Infield-Hopping fellengzős úriembert (Terence Longdon); Mike Weston kétkezi munkást (Bill Owen); és két nőt: Delia Kinget (Liz Fraser) és Lily Duveent (Joan Sims); sőt még a munkaközvetítő tisztviselőjét, a kalandokra vágyó Sam Twistet is (Kenneth Connor).
Megjelenik a háztulajdonos (Stanley Unwin), aki Mr. Handyvel próbál tárgyalni valami fontos ügyben, de idegen szavakkal megtűzdelt bikkfanyelvéből egy szót sem ért senki. (Mr Courtenay éppen nincs jelen). A háziúr mérgesen, dolgavégezetlenül távozik.
„Agyas úr” üzlete lassan beindul, bár kisebb zökkenőkkel. Delia (miután testméreteit Bert egyeztette a megbízóval), annak lakására megy. Az úr sok szép ruhát és fehérneműt vett a feleségének, de meglepetésnek szánja, ezért mindent felpróbáltat a Segítő Kéz munkatársnőjével. A feleség azonban váratlanul hazaérkezik, a szekrénybe bújtatott Delia férfiruhában távozik, mint vízóra-leolvasó.
Sam Twistet kiküldik bébiszitterkedni, de bébi helyett a vonzó Mrs Panting (Fenella Fielding) karjaiban találja magát, akit férje elhanyagol, ezért megrendezett randijelenettel akarja őt féltékennyé tenni és szerelmét visszanyerni. A hazaérkező morcos férj (Ed Devereaux) „in flagranti” kapja őket, féltékenysége és szerelme sikeresen fellángol, de Sam kap egy nagy kék foltot a szeme alá.
Francis Courtenay bevállal egy kisállat-sétáltatást, de kutya helyett csimpánzt kap pórázon. Az utcán és a buszon gúnyoros beszólásokat kénytelen lenyelni. Végül elviszi a csimpánzt az állatkertbe, ahol a többi csimpánzzal együtt remek teadélutánt rendez.
Lily Duveen-t egy borkóstoló rendezvényre bérelik ki recepciósnak, feladata végeztével azonban ő is bemegy bort kóstolni, berúg és nagy felfordulást okoz.
Az „Amalgamated Scrap-Iron” cég tulajdonosa lép az irodába. A spórolós milliomos az ingyenes nemzeti orvosi ellátást veszi igénybe, és helyettest keres, aki kiüli a hosszú sort a járóbeteg rendelőben, amíg ő megérkezik. Ragaszkodik Bert személyéhez, mert cégének legfőbb emberét csak a Segítő Kezek első számú vezetője helyettesítheti. Bert személyesen áll be a sorba. A kórházban azonban éppen egy világhírű orvosprofesszor látogatót várnak, az elegánsan öltözött Bertet a főnővérek (Joan Hickson és Hattie Jacques) professzornak nézik és bevezetik. Bert konzíliumokat tart, hosszasan vizsgálgatja a fiatal ápolónőket, aztán megbízója megérkezik, Bertet leleplezik és kidobják.
A hiú Francis elvállal egy modellfotózást, ahol „szép férfit” keresnek, és végtelenül csalódik, mert méhész védőálarcokkal a fején fotózzák. Másnap több sikert arat, egy veszekedő házaspárhoz hívják tolmácsnak. A német feleség, Trudy (Julia Arnall) anyanyelvén szapulja angol férjét, aki egy szót sem ért, az oda-vissza fordító Francis a könnyekig meghatódva közvetíti az érzelmeket, sikeresen összebékíti őket, a feleség újra elkezd férje nyelvén beszélni.
Bert barátja, a bokszmenedzser Lefty Vincent segítőket kér egy ökölvívó meccsre. Gabriel Dimple megy vele. Lefty harcosa, Dynamite Dan azonban berezel, amikor a ringben megpillantja ellenfelét, a drabális Mickey McGee-t. Dan úgy tesz, mintha kificamodott volna az ujja, hogy ne kelljen verekednie. A cingár Gabrielt felháborítja McGee és a közönség gúnyolódása, kesztyűt húz, kiáll ellene, és a nézők megrökönyödésére ki is üti az izompacsirtát.
A „Fourth Bridge” kártyaklubból telefonálnak, beugró negyedik játékost keresnek egy bridzsparti végső játszmáihoz. A recsegő vonal miatt félreértés támad, a kalandvágyban égő Sam Twist úgy érzi, titkos megbízást kapott: a Forth Bridge hídnál („bridge/bridzs”) kell várnia az utasítást a „végső leszámolásra” („end game”). A találkozó helye felé robogó vonaton mindenkiben kémet gyanít, a titokzatos Mata Hariban is (Betty Marsden). A Forth Bridge-nél Sam leugrik a vonatról, a pocsolyában ülve egész éjjel várja a végső leszámolást, miközben megbízója a bridzsklubban várja, hiába.
Miután Sam hazakerül, a Segítő Kezek egész állománya részt vesz egy új lakberendezési áruház megnyitó kiállításán, ahol a legmodernebb, távvezérlésű, motorizált bútorokat, háztartási gépeket mutatják le. Ami elromolhat, elromlik, az egész bemutató nevetségbe fullad. Sam következő megbízása a pincérkedés egy exkluzív férfiklubban, ahol azonban nem tud megfelelni az intézményben előírt teljes némaság és csend szigorú követelményének, és kidobják.
Miss Cooling kartotékrendszert állít fel, a megbízásokat rekeszekbe teszi, hogy mindenki könnyen megtalálja saját feladatát. A takarítónő az első este leveri a polcot, a cédulák összekeverednek. Másnap minden helyre más megy ki, mint akinek kellene. A tolmácsot váró kínaiaknál Sam jelenik meg, a vidékről Londonba érkező vidéki leányosztályt idegenvezető helyett Francis fogadja, őt a rendőrök leánykereskedőnek nézik és letartóztatják. A kozmetikai szalon szépségápoló szerek bemutatására készül, de Lily helyett Montgomery Infield-Hopping megy oda. Delia takarítani megy egy férfi lakására, aki a házasságközvetítőből várja a feleségjelöltjét. Egy bordélyház kidobóembert vár, helyette a cingár Gabriel érkezik, hogy gondozza a „madárkákat”. A keménykötésű Mike Weston viszont egy madárkereskedésbe megy, a tulajdonosnőt madámnak nézi, de „madárkák” helyett igazi madarakat talál.
Ismét jön a háziúr, akinek bikkfanyelvű halandzsázását Francis Courtenay kiválóan megérti és tolmácsolja. A tulaj ki akarja költöztetni az irodát, mert drágábban ki tudja adni a bérleményt. Eláll szándékától, ha a társaság bevállalja egy öreg, lerobbant ház kitakarítását, hogy azt kiadhassa helyette. A takarítás teljes káoszba fullad, a csapat romba dönti a házat. A tulaj viszont boldog, mert közben úgy döntött, mégis inkább lebontja az öreg házat, hogy helyére luxus apartmanokat építsen, így minden jól végződik.

## Szereposztás
| Szerep                        | Színész              | Magyar hangja (1. szinkron) |
| ----------------------------- | -------------------- | --------------------------- |
| „Agyas” Bert Handy            | Sidney James         | Szersén Gyula               |
| Sam Twist                     | Kenneth Connor       | Fekete Zoltán               |
| Gabriel Dimple                | Charles Hawtrey      | Karácsonyi Zoltán           |
| Lily Duveen                   | Joan Sims            | Orosz Anna                  |
| Francis Courtenay             | Kenneth Williams     | Láng Balázs                 |
| Mike Weston                   | Bill Owen            | Imre István                 |
| Delia King                    | Liz Fraser           | Mezei Kitty                 |
| Montgomery Infield-Hopping    | Terence Longdon      | Juhász György               |
| Nővér                         | Hattie Jacques       | Némedi Mari                 |
| Miss Cooling, titkárnő        | Esma Cannon          | Kassai Ilona                |
| Trudy Trelawney (a német nő)  | Julia Arnall         | Orosz Helga                 |
| Trevor Trelawney, a férje     | Terence Alexander    | Rosta Sándor                |
| Halandzsázó háziúr            | Stanley Unwin        | Várday Zoltán               |
| Főnővér                       | Joan Hickson         | Zsolnai Júlia               |
| Mrs. Penny Panting            | Fenella Fielding     | Náray Erika                 |
| Mr. Panting, a férje          | Ed Devereaux         | (néma szerep)               |
| Baljós férfi                  | Eric Pohlmann        | Varga Tamás                 |
| Mániákus beteg                | Douglas Ives         | Cs. Németh Lajos            |
| Osztályfőnöknő (Headmistress) | Judith Furse         | Halász Aranka               |
| Lefty Vincent bokszmenedzser  | Freddie Mills        | Kapácsy Miklós              |
| Borpincér                     | Bernard Hunter       | Csuha Lajos                 |
| Madaras nő                    | Molly Weir           | Molnár Zsuzsa               |
| Recepciós a Filozófusklubban  | George Street        | Pálfai Péter                |
| Rendőr                        | Cyril Chamberlain    | N/A                         |
| Mata Hari                     | Betty Marsden        | N/A                         |
| Yoki majom gazdája            | Ambrosine Phillpotts | N/A                         |
| Fényképész                    | Michael Ward         | N/A                         |
| Auntie néni                   | Lucy Griffiths       | N/A                         |

## Érdekesség
- A Forth Bridge felé tartó vonaton a kémek keresésének jelenetsora Alfred Hitchcock filmjének, a 39 lépcsőfoknak paródiája.
- A németül veszekedő Mrs Trelawney-t alakító Julia Arnall(wd) (1928–2018), született Julia Ilse Hendrika von Stein Liebenstein zu Bachfeld, valóban osztrák-német származású, Münchenben született, Berlinben nőtt fel. A világháború után, 1950-ben egy Németországban állomásozó brit katonához ment feleségül, így került Angliába. Mind német, mind angol nyelvű filmekben szerepelt.[3]
- A filmbeli „Amalgamated Scrap-Iron” („foncsorozott ócskavas”) cégnév kikacsintás az első Folytassa-filmeket forgalmazó „Anglo-Amalgamated” cégre, amelynek jelvénye, a vaslemezekből összeeresztett glóbusz, a film kezdő képkockáin is látható.

## További információ
- Folytassa tekintet nélkül! a PORT.hu-n (magyarul)
- Folytassa tekintet nélkül! az Internetes Szinkronadatbázisban (magyarul)
- Folytassa tekintet nélkül! az Internet Movie Database-ben (angolul)
- Folytassa tekintet nélkül! a Rotten Tomatoeson (angolul)
- Folytassa tekintet nélkül! a Box Office Mojón (angolul)
- Robert Ross. The Carry On Companion. London: B.T. Batsford (2002). ISBN 0-7134-8771-2
- Carry On Regardless (1961). The Whippit Inn (thewhippitinn.com). (Hozzáférés: 2021. április 24.)[halott link]
- Carry On Regardless (1961) (angol nyelven). Carry On Line (carryonline.com). [2021. február 14-i dátummal az eredetiből archiválva]. (Hozzáférés: 2021. március 16.)
- Carry On Regardless, 1961 British comedy film (angol nyelven). British Comedy Guide (comedy.co.uk). (Hozzáférés: 2021. március 16.)
- Folytassa, nem számít! (1961), teljes film magyar szinkronnal. videa.hu. (Hozzáférés: 2021. március 16.)